# Wilkesia
Wilkesia é um género botânico pertencente à família Asteraceae.